# 菲利普岛自然公园

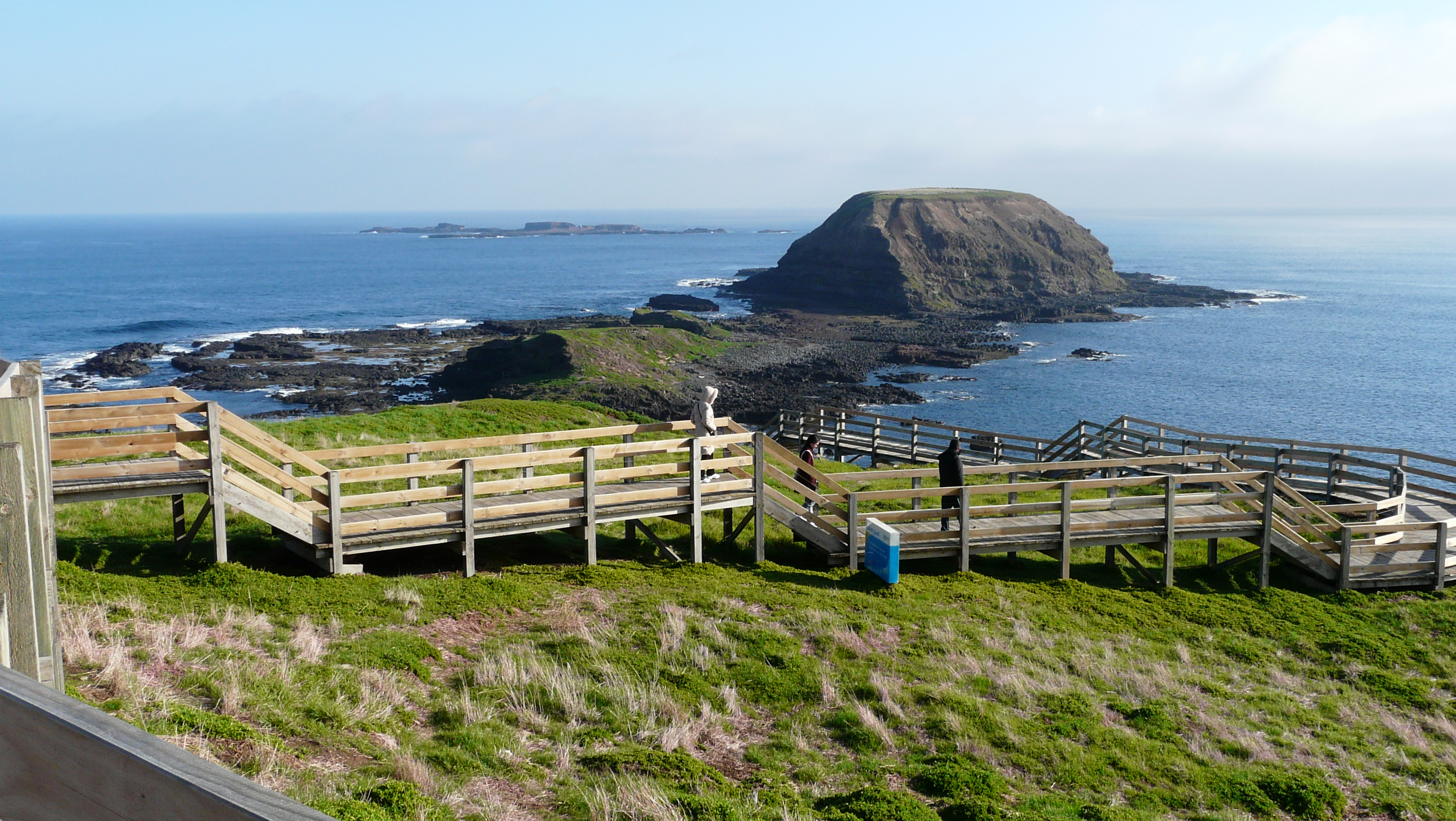
菲利普岛的诺比角

菲利普岛自然公园（Phillip Island Nature Park）是位于澳大利亚维多利亚州菲利普島的一个公园。该公园成立于1996年，由维多利亚州政府所擁有，它是一个需付費的的商业景点，州政府收費的目的是为了保护动物和研究。菲利普岛自然公园坐落在距离墨尔本90分钟车程的菲利普岛上，下辖4座公园：企鹅岛自然生态保护区、考拉保育中心、丘吉尔岛传统农庄以及诺比司中心，同时公园还管理着大片包括沙滩、湿地与林地在内的自然保护区。 自然公园是一家非营利组织，生态旅游活动带来的收入都将投入到保护区的建设、自然研究以及教育项目之中。